# Stazione di Ripafratta
Stazione di Ripafratta vasútállomás Olaszországban, San Giuliano Terme településen.

## Vasútvonalak
Az állomást az alábbi vasútvonalak érintik:
- Pisa–Lucca-vasútvonal

## Kapcsolódó állomások
A vasútállomáshoz az alábbi állomások vannak a legközelebb:
- Stazione di Rigoli (Stazione di Pisa Centrale)
- Stazione di Montuolo (Stazione di Lucca)